# Refugiehuis van Cambron

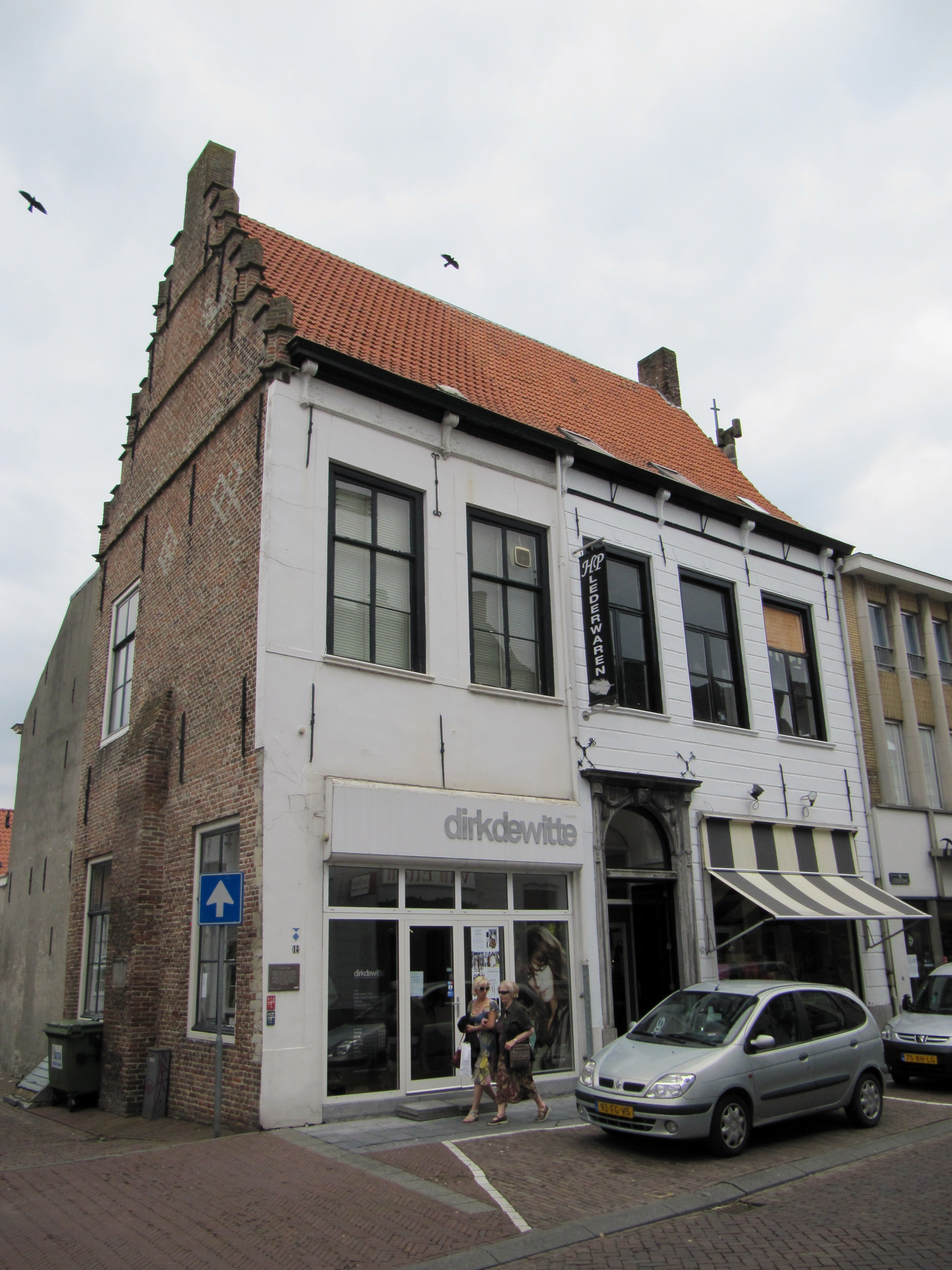
Het refugiehuis van Cambron

Het refugiehuis van Cambron is een historisch pand aan Steenstraat 14 in de Zeeuwse stad Hulst. Het was het refugiehuis van de Abdij van Cambron. De abdij kocht het pand in 1562, voordien was het aan de Overdamstraat gevestigd. Omstreeks 1790 werd er een deuromlijsting in Lodewijk XVI-stijl aangebracht. Begin 19e eeuw woonde burgemeester Pierssens er, en vanaf begin 20e eeuw zijn er winkels in het gebouw (kapper, immokantoor).